# Auriculothérapie
L'auriculothérapie, anciennement appelée acupuncture auriculaire, est une approche de médecine non conventionnelle dérivée de l'acupuncture. Elle est basée sur l'idée que le pavillon de l'oreille est un micro-système et un organe externe qui reflète l'ensemble du corps. Elle suppose que les affections physiques, mentales ou émotionnelles du patient peuvent être traitées par la stimulation exclusive de la surface de l'oreille. Des cartographies similaires sont utilisées par plusieurs autres modalités telles que la réflexologie et de l'iridologie. Ces cartographies ne sont pas basées sur des preuves scientifiques ou médicales et ne sont donc pas reconnues par la science. Cette approche est considérée comme une pseudoscience

## Principe
Elle relève de la somatotopie (cartographie du corps, permettant ici de construire des représentations des différents organes du corps sur le pavillon de l'oreille, reconstituant grossièrement l'image d'un fœtus inversé. Selon Nogier, l'atteinte d'un organe se traduirait sur l'oreille par l'apparition de zones douloureuses à la pression. Et selon le René J. Bourdiol, il existerait une action sur l'organe en cas de puncture ou stimulation de la zone auriculaire correspondante chez l'homme et l'animal. Les mécanismes de cette action seraient sous-tendus par une convergence neuronale, réunissant, les signaux en provenance de l'organe malade, et des zones cutanées de l'oreille.
Elle se fonde sur l'idée que l'oreille serait un microsystème reflétant tout le corps, représenté sur la surface externe du pavillon. Les affections de santé physique, mentale ou émotionnelle du patient sont supposées être traitables par stimulation de la surface de l'oreille. Elle postule que des flux d'énergies non matérielles passent à travers des canaux hypothétiques dits méridiens énergétiques, centralisés sur la surface de la peau de l'oreille.
Il y aurait sur le pavillon auriculaire au moins deux sortes de points:
- des points réflexes c'est-à-dire des points réagissant à la pression d'un palpeur correspondant à l'apparition d'une lésion périphérique. Une douleur du pouce se manifestera sur l'oreille par l'apparition d'un point douloureux à la pression d'un palpeur sur la representation du pouce. Le signe caractéristique du point reflèxe auriculaire étant le signe de la grimace.

- des points fonctionnels généralement peu ou pas douloureux détectés par des appareils électriques. Le point d'auriculothérapie est un point électriquement perturbé en baisse d'impédance. La résistivité sur ce point est moindre et souligne un déséquilibre qu'il convient de traiter. C'est le docteur Niboyet qui en 1963 a montré les propriétés électriques du point d'acupuncture dans sa thèse " La moindre résistance à l'électricité de surfaces punctiformes et de trajets cutanés concordants avec les points et méridiens - bases de l'Acupuncture ".

C'est à partir de ces deux sortes de points que le docteur Paul Nogier a pu établir sa cartographie de l'oreille.[réf. nécessaire]
Des cartographies similaires sont utilisées dans de nombreuses zones du corps, par les pratiquants de réflexologie.
Ces cartographies n'étant pas étayées sur des preuves médicales ou scientifiques, elles sont considérées pour le moment comme des pseudosciences,,.

## Historique
L'acupuncture auriculaire était, en Chine, très peu développée. Jusque dans les années 1960, l'acupuncture chinoise n'utilisait les points de l'oreille qu'en cas de maladies des yeux, de la gorge et de maladies accompagnées de fièvre[réf. nécessaire].
Cette approche est actualisée par les travaux du Dr Paul Nogier, dans les années 1960. C'est notamment à la suite d'une conférence avec le médecin allemand Gerhard Bachmann en 1956, que les premiers écrits en langue chinoise sur l'auriculothérapie voient le jour. Selon Paul Nogier, la plupart des zones corporelles posséderaient sur l'oreille une correspondance précise et leur piqûre par une aiguille courte d'un millimètre d'épaisseur provoquerait « une vive douleur en même temps qu'une sédation ou une guérison de la maladie de l'organe correspondant ».
Certains la présentent comme l'une des formes de la neuromodulation.

## Critiques

### Manque de fondements théoriques
Le mécanisme de fonctionnement de cette pratique ne correspondent à aucune données physiologique humaine ou animale scientifiquement connu. Il n'y a pas de raison logique de croire que les cartes auriculaires sont valides.
Aucune voie anatomique ou physiologique connue relie les points de l'oreille au reste du corps, que ce soit par le biais de neurones, ou de méridien énergétique (dont le concept scientifique n'existe pas). Et si de nouvelles voies étaient découvertes, il faudrait encore expliquer comment les dysfonctionnements d'organes pourraient être détectés sur l'oreille, et comment les emplacements pourraient varier en fonction du stade de la maladie.

La communauté scientifique rejette le concept de méridien comme étant issu d'une vision obsolète de la médecine, tout comme la théorie des humeurs. Il n'existe pas de preuve scientifique de leur existence.
Et l'acupuncture, supposée reposer sur la connaissance des méridiens, n'a pas été démontrée plus efficace que l'effet placebo.
Le modèle théorique de l'auriculothérapie n'est pas scientifiquement validé. Et pour l'INSERM, l'enseignement et la pratique de l'auriculothérapie en France sont insuffisamment structurés. L'enseignement est majoritairement associatif. Il existe une formation universitaire (DIU), mais elle n'est pas reconnue par le Conseil national de l'Ordre des médecins et n'a été suivie que par peu de praticiens. Il existe de ce fait une hétérogénéité certaine des pratiques.

### Évaluation d'efficacité/inefficacité de l'auriculothérapie en situation clinique
Les critiques, dont émises par la plupart des médecins, se basent sur l'absence de preuve scientifique des assertions de l'auriculothérapie. Les données cliniques n'indiquent pas de corrélation entre une maladie présente dans le corps et la convergence d'informations sur la peau du pavillon de l'oreille.
Une évaluation approfondie, basée sur une revue de la littérature, titrée Évaluation de l'efficacité de la pratique de l'auriculothérapie (224 pages) a été faite par l'unité Inserm U669 à la demande du ministère français de la Santé (direction générale de la Santé), publiée en juillet 2013. Selon cette expertise : 

« le rationnel physiologique (...) proposé pour expliquer l'action de l'auriculothérapie (...) n'est encore que peu étayé scientifiquement (...) Évaluer l'efficacité de l'auriculothérapie pose des problèmes méthodologiques. Il s'agit cependant d'une pratique thérapeutique non conventionnelle où ces problèmes sont les moins rédhibitoires. Il existe en effet de nombreuses possibilités de traitements contrôles, permettant de réaliser des essais en simple aveugle (par exemple une stimulation de zones de l'oreille non spécifiques du trouble), voire en double aveugle (avec une stimulation à l'aide d'un matériel qui n'est pas censé être efficace, également à l'insu du praticien). D'authentiques difficultés existent cependant. C'est notamment le cas de la nécessaire standardisation des interventions et des limitations des interactions possibles entre le médecin et son malade, qui obligent de fait à s'écarter de pratiques personnalisées qui sont pourtant recommandées. 
Une quarantaine d'essais randomisés ont été publiés pour évaluer l'auriculothérapie. La plupart de ces essais sont difficiles à interpréter du fait de limites méthodologiques. Certains sont cependant de qualité acceptable. Dans le traitement des addictions, les résultats des essais évaluant l'efficacité de l'auriculothérapie sont en général négatifs ou trop difficiles d'interprétation. Dans le traitement de la douleur peropératoire, trois études ont montré de manière concordante un bénéfice de l'acupuncture auriculaire utilisée comme méthode adjonctive de traitement, versus acupuncture auriculaire placebo. Dans le traitement de l'anxiété préopératoire, trois études ont montré un bénéfice de l'auriculothérapie versus auriculothérapie placebo. Il n'y a cependant pas de données montrant la supériorité de l'auriculothérapie sur d'autres alternatives plus classiques. Dans les autres indications, les résultats sont contradictoires et il est difficile de conclure. 
Dans tous les cas les effets indésirables ne sont pas rares, mais ils sont bénins. 
Au total, pour la majorité des indications, les données ne permettent pas de conclure. Dans le traitement de la douleur peropératoire ou de l'anxiété préopératoire, quelques études bien faites sont positives. Il y a là une piste intéressante, qui incite à confirmer ces résultats, à les étayer par des études permettant de comprendre le ou les mécanismes d'action et, à terme, à réfléchir à la place à donner à l'auriculothérapie dans ces indications. »

Concernant la cocaïnomanie, une méta-analyse (2006) publiée par l'organisation Cochrane a conclu à l'absence de preuve d'efficacité dans le traitement de cette dépendance.
Concernant le sevrage tabagique : un rapport (2007) de la Haute Autorité de santé (HAS) ne recommandait pas l'utilisation de l'auriculothérapie, arguant qu'elle n'avait pas fait la preuve de son efficacité thérapeutique.
En novembre 2023, le Conseil national de l'Ordre national des infirmiers en France note que la quinzaine de méta-analyses existantes recensant plus de 240 études menées sur l'auriculothérapie concluent à l'absence de preuves concernant son efficacité réelle sur la santé des patients.
L'Inserm note que l'auriculothérapie a été reconnue comme médecine traditionnelle par l'OMS en 1987, mais ne bénéficie d'aucune reconnaissance officielle en France. Le Conseil national de l'Ordre des médecins et la Miviludes soulignent le danger de la pratique lorsque celle-ci est utilisée comme traitement de substitution.

### Sur l'utilisation commerciale
Sa pratique commerciale a été contestée en France en 2000 par une décision de l'Agence française de sécurité sanitaire des produits de santé : une équipe de commerciaux non-médecins s'est vue privée de toute publicité dans la mesure où pour cette technique « aucune preuve scientifique n'a été apportée ».

## Recherches
Quelques résultats d'effets bénéfiques sur l'insomnie, la diminution de la douleur post-césarienne ou encore dans le syndrome prémenstruel pourraient être dû à des biais de publications, des faiblesses méthodologiques ou bien aux effets positifs de la stimulation du nerf vague.
Il est nécessaire d'attendre de nouvelles publications scientifiques afin d'évaluer le périmètre d'action de cette méthode.